# Leucon pacifica
Leucon pacifica är en kräftdjursart som först beskrevs av Jones 1969.  Leucon pacifica ingår i släktet Leucon och familjen Leuconidae. Inga underarter finns listade i Catalogue of Life.